# آرتاشس آبلیان
آرتاشس قازاروسی آبلیان (ارمنی: Արտաշես Ղազարոսի Աբելյան؛  زادهٔ ۲ مهٔ ۱۹۳۲ - درگذشته ۲۱ سپتامبر ۲۰۰۳) بازیگر اهل ارمنستان که از سال - تا - میلادی مشغول فعالیت بود.

## زندگی‌نامه
وی در ۲ مه ۱۹۳۲ در سالونیک به دنیا آمد و از تئاتر دراماتیک دولتی وارطان آجمیان گیومری فارغ‌التحصیل گشت. وی در ۱۹۴۸ به ارمنستان مهاجرت نمود. وی همچنین برنده جوایزی همچون هنرمند شایسته ارمنستان شوروی (۱۹۸۹) شد. وی در ۲۱ سپتامبر ۲۰۰۳ در سن سالگی در گیومری درگذشت.

## گزیده فیلم‌شناسی
از فیلم‌ها یا برنامه‌های تلویزیونی که وی در آن نقش داشته‌است می‌توان به ترانه ایام گذشته (۱۹۸۲) اشاره کرد.